# 南州太郎
南州 太郎（なんしゅう たろう、1935年9月10日 - ）は、漫談家・俳優。鹿児島県鹿屋市出身。本名・岩下富士男。

## 略歴
海上自衛隊呉音楽隊入隊、3年後満期除隊後、コメディアンとして浅草松竹演芸場に立つ。「おじゃまします」「がんばらなくっちゃ」の流行語を生んだ。芸映プロに所属した。

## 出演

### テレビドラマ
- 花の生涯（1963年、NHK大河ドラマ）
- フジ三太郎（1968年版） - 女っぽい警官
- 水戸黄門 第1部第18話「じゃじゃ馬ならし・津山」（1969年） - 梅之助
- 特別機動捜査隊 第454話「霧の中の聖女」第456話「ハイビスカスの女」（1970年、東映） - 日野（特別出演）
- 勝海舟（1974年、NHK大河ドラマ）
- 愛ぬすびと（1974年）
- けんか安兵衛（1975年）
- 燃える捜査網 第8話「首位打者が消えた!?」（1975年）
- 必殺仕業人　第11話「あんたこの根性をどう思う」（1976年） - 宇之吉
- 大江戸捜査網 第505話「刺青湯女殺人事件」（1981年、12ch / 三船プロ） - 仙臺屋
- 薩摩飛脚（1982年、CX / 俳優座映画放送、映像京都） - 志和地圭十郎
- はいからさんが通る（1985年）
- 激走戦隊カーレンジャー 第5話「この先激走合体」第38話「バックオーライ!? イモヨーカン人生」（1996年） - 芋長主人
- 金田一少年の事件簿「黒死蝶殺人事件」（2001年） - 刈谷竹蔵
- 生きるための情熱としての殺人（2001年） - 神父
- 弁護士高見沢響子（2002年）
- またのお越しを（2003年） - 城戸英一
- 銭湯の娘!?（2006年） - オッチャン
- 水戸黄門 第39部第16話「母と名乗れぬ過去悲し・臼杵」（2009年）

### バラエティ
- 笑点
- 夕やけニャンニャン
- TV海賊チャンネル

### CM
- ナショナル
- 富士フイルム
- ピップエレキバン

### レコード
- おじゃまします（1968年・珍しい大映レコード製作のシングル盤・B面は「反省します」）
  - AB面とも、「おじゃまします」などの決めゼリフを聴く事が出来る。
- 聞いてちょうだい（1969年1月・テイチクレコードのシングル盤・B面は「ハメハメ」）
  - B面の「ハメハメ」はラテン系の軽快な曲だが、歌詞や唱法の危うさから放送禁止曲となる。
- がんばらなくっちゃ（1970年11月発売・東芝音楽工業製作のシングル盤・B面は「ああ馬鹿みたや」）
  - 「ああ馬鹿みたや」は南州自身の作曲で、クレージー・キャッツの「五万節」に似た演歌調コミックソングの名作である。
- お巡りさん、ありがとう（1975年11月・テイチクレコードのシングル盤・B面は「婦警さん」）
  - ジャケットは、警官姿の南州太郎と3人の婦警が、颯爽と胸を張って警察署の前を歩いている写真。この3人の婦警は、マーガレットというグループで、B面の「婦警さん」を歌っている。

## 関連人物
- コント55号（萩本欽一・坂上二郎）
- 島田一の介
- B.A.C HOMIES 林 雄介(孫)